# Bosanski Petrovac
Bosanski Petrovac (v srbské cyrilici Босански Петровац) je město v západní Bosně, administrativně součást Unsko-sanského kantonu Federace Bosny a Hercegoviny. Rozkládá se v rovinaté krajině Petrovackého pole, které je obklopené hustými lesy a horami s nadmořskou výškou okolo 1200 m n. m. Samotné město se rozkládá 500-600 m nad hladinou moře. 
V roce 2013 zde žilo dle sčítání lidu v BiH 3 427 obyvatel. Je středem stejnojmenné općiny, která zahrnuje řadu okolních sídel. Obyvatelstvo města je převážně srbské a bosňácké národnosti.
Ve městě byl v letech 1890 až 1891 postaven pravoslavný kostel zasvěcený sv. Petru a Pavlovi. Během druhé světové války se v blízkosti města nacházelo velení partyzánského vojska. Několik měsíců se nacházelo i v Bosenském Petrovci, poblíž se nacházela partyzánská nemocnice. Ve městě se v té době také konal kongres partyzánských lékařů a Antifašistické fronty žen (AFŽ).
Mezi známé rodáky z Bosenského Petrovce patří např. spisovatel Skender Kulenović. Po druhé světové válce bylo ve městě postaveno muzeum, které mu bylo věnováno.